# Золотые монеты Николая II
Золотые монеты Николая II — монеты Российской империи, чеканка которых осуществлялась в период правления последнего Императора Всероссийского Николая II, а также в период советской чеканки золотых монет царского образца в 1923—1926 гг., из золота 900 пробы. Включают в себя:
— золотые монеты регулярного чекана 1895 г.: полуимпериал — 5 рублей золотом, империал — 10 рублей золотом;
— золотые монеты регулярного чекана, предназначенные для обращения с 1897 г.: 5 рублей, 7 рублей 50 копеек, 10 рублей, 15 рублей;
— золотые монеты чеканенные для Финляндии на Гельсингфорсском монетном дворе: 10 марок, 20 марок;
— памятные и золотые донативные монеты, использовались в качестве подарков, вручаемых императором или членами императорской семьи: 37 рублей 50 копеек — 100 франков, 2+1⁄2 империала — 25 рублей золотом;
— пробные золотые монеты: 1⁄3 империала — 5 русов, 2⁄3 империала — 10 русов, империал — 15 русов, 5 рублей 1896 г., 10 рублей 1896 г., 15 рублей 1897 г., пробная.
В 2019 году в России был выпущен каталог по золотым монетам времён Николая II, содержащий подробную информацию о разновидностях монет.

## Монеты регулярного чекана

### Полуимпериал — 5 рублей золотом
Монета чеканилась на Санкт-Петербургском монетном дворе в 1895—1896 годах. В. В. Биткин в своей работе «Сводный каталог монет России» отнёс полуимпериалы 1895—1896 годов к донативным монетам. Вместе с тем, вероятнее всего изначально предполагалось массовое изготовление монеты, а выделение на ней «5 рублей золотом» вместо «5 рублей» указывало на отделение кредитного рубля от золотого в рамках денежной реформы С. Ю. Витте. Высочайшим повелением Министра Финансов от 26.05.1895 г. № 11720 «Об установлении внешнего вида золотой и полноценной серебряной монеты», монета была описана для хождения в обороте, в том числе с приложением рисунка. Общий тираж составил 72 экземпляра, по 36 в каждом году. Параметры монеты определялись Правилами о монетной системе 1885 года: монета содержит в себе 900 частей чистого золота и 100 частей меди (золото 900 пробы). Лигатурный вес монеты составляет один золотник сорок девять и две десятые доли (6,4520 г). Вес чистого золота — один золотник тридцать четыре и шестьдесят восемь сотых долей (5,8068 г). Диаметр монеты — 84 точки (21,336 мм). Таким образом, монета по характеристикам полностью идентична 5-рублёвым монетам Александра III и монетам 7 рублей 50 копеек Николая II.
Аверс монеты содержит профильный портрет Николая II, обращённый влево. Слева от профиля снизу вверх полукругом вдоль канта надпись: «Б. М.НИКОЛАЙ II ИМПЕРАТОРЪ». Справа от профиля также по окружности вдоль канта сверху вниз надпись: «И САМОДЕРЖЕЦЪ ВСЕРОСС.». Кант по всему периметру аверса монеты украшен зубчатым орнаментом.
На реверсе монеты внутри шнуровидного кругового орнамента размещён герб Российской империи — двуглавый орёл, коронованный двумя императорскими коронами, над которыми Большая императорская корона с двумя развевающимися концами ленты Ордена Святого апостола Андрея Первозванного. На груди орла герб московский: Святой великомученик и победоносец Георгий на коне, поражающий дракона копьём. Вокруг щита цепь ордена святого Андрея Первозванного. На крыльях орла размещены щиты с гербами Царства Казанского, Царства Польского, Царства Херсонеса Таврического, соединённый герб Великих княжеств Киевского, Владимирского и Новгородского, Царства Астраханского, Царства Сибирского, Царства Грузинского и Княжества Финляндского. В лапах орла — скипетр и держава. Вдоль канта, с внешней стороны шнуровидного кругового орнамента круговая надпись: «✿ ПОЛУИМПЕРІАЛЪ ✿ 5 РУБЛЕЙ ЗОЛОТОМЪ. 1895 (или 1896) Г.». По всему периметру реверса монеты — зубчатый орнамент. Гурт монеты содержит надпись «ЧИСТАГО ЗОЛОТА 1 ЗОЛОТНИК 34,68 ДОЛЕИ», а также знак минцмейстера Санкт-Петербургского монетного двора Аполлона Грасгофа — заключённые в скобки буквы АГ (инициалы минцмейстера): «(А•Г)»

### Империал — десять рублей золотом
Монета чеканилась на Санкт-Петербургском монетном дворе в 1895—1897 годах. В. В. Биткин в своей работе «Сводный каталог монет России» отнес империалы 1895—1897 годов к донативным монетам. Вместе с тем, вероятнее всего изначально предполагалось массовое изготовление монеты, а выделение на ней «10 рублей золотом» вместо «10 рублей» указывало на отделение кредитного рубля от золотого в рамках денежной реформы С. Ю. Витте. Высочайшим повелением Министра Финансов от 26.05.1895 г. № 11720 «Об установлении внешнего вида золотой и полноценной серебряной монеты», монета была описана для хождения в обороте, в том числе с приложением рисунка. Данные по тиражу известны только для монеты 1896 года — 125 экземпляров. Параметры монеты определялись Правилами о монетной системе 1885 года: монета содержит в себе 900 частей чистого золота и 100 частей меди (золото 900 пробы). Лигатурный вес монеты составляет три золотника две и четыре десятые доли (12,9039 г). Вес чистого золота — два золотника шестьдесят девять и тридцать шесть сотых долей (11,6135 г). Диаметр монеты — 96 точек (24,384 мм). Таким образом, монета по характеристикам полностью идентична 10-рублевым монетам Александра III и 15-рублевым монетам Николая II.
Аверс монеты содержит профильный портрет Николая II, обращённый влево. Слева от профиля снизу вверх полукругом вдоль канта надпись: «Б. М.НИКОЛАЙ II ИМПЕРАТОРЪ». Справа от профиля также по окружности вдоль канта сверху вниз надпись: «И САМОДЕРЖЕЦЪ ВСЕРОСС.». Кант по всему периметру аверса монеты украшен зубчатым орнаментом.
На реверсе монеты внутри шнуровидного кругового орнамента размещён герб Российской империи — двуглавый орёл, коронованный двумя императорскими коронами, над которыми Большая императорская корона с двумя развевающимися концами ленты Ордена Святого апостола Андрея Первозванного. На груди орла герб московский: Святой великомученик и победоносец Георгий на коне, поражающий дракона копьём. Вокруг щита цепь ордена святого Андрея Первозванного. На крыльях орла размещены щиты с гербами Царства Казанского, Царства Польского, Царства Херсонеса Таврического, соединённый герб Великих княжеств Киевского, Владимирского и Новгородского, Царства Астраханского, Царства Сибирского, Царства Грузинского и Княжества Финляндского. В лапах орла — скипетр и держава. Вдоль канта, с внешней стороны шнуровидного кругового орнамента круговая надпись: «✿ ИМПЕРІАЛЪ ✿ 10 РУБЛЕЙ ЗОЛОТОМЪ. 1895 (1896 или 1897) Г.». По всему периметру реверса монеты — зубчатый орнамент. Гурт монеты содержит надпись «ЧИСТАГО ЗОЛОТА 2 ЗОЛОТНИКА 69,36 ДОЛЕИ», а также знак минцмейстера Санкт-Петербургского монетного двора Аполлона Грасгофа — заключённые в скобки буквы АГ (инициалы минцмейстера): «(А•Г)»

## Монеты с 1897 года в новой стопе
По итогам денежной реформы 1895—1897 годов, проведённой министром финансов России С. Ю. Витте, в стране были введены монометаллизм и золотомонетный стандарт. С 1897 года началась массовая чеканка золотой монеты в новой стопе. Линейка золотых монет, предназначенных для обращения, была расширена до 4 номиналов: 5 рублей, 7 рублей 50 копеек, 10 рублей и 15 рублей.

### 5 рублей
Указом 14632 от 14 ноября 1897 года определен выпуск в оборот монеты 5-рублевого достоинства. Указом регламентировались следующие параметры: монета содержит в себе 900 частей чистого золота и 100 частей меди (золото 900 пробы). Лигатурный вес монеты составляет один золотник и восемь десятых доли (4,3013 г). Вес чистого золота в пятирублёвой монете — восемьдесят семь и двенадцать сотых доли (3,8712 г). Диаметр монеты — 72 точки (18,288 мм). Предельный вес, при котором монета принималась в казну по нарицательной стоимости, то есть как 5 рублей, определён в один золотник (4,2658 г). В дальнейшем отмеченные параметры были закреплены Монетным Уставом 1899 г.. Монета чеканилась с 1897 по 1904, с 1906 по 1907 и с 1909 по 1911 годы. Кроме того, с 1923 по 1926 годы советское правительство, для осуществления золотовалютной интервенции в рамках поддержки своей новой валюты — червонца, помимо золотого червонца «Сеятель», также осуществляло чеканку золотой 5-рублевой монеты царского образца. Всего советским правительством было изготовлено 10- и 5-рублевой золотой монеты на сумму 52 622 000 рублей.
Аверс 5-рублевой монеты содержит профильный портрет Николая II, обращённый влево. Слева от профиля снизу вверх полукругом вдоль канта надпись: «Б. М.НИКОЛАЙ II ИМПЕРАТОРЪ». Справа от профиля также по окружности вдоль канта сверху вниз надпись: «И САМОДЕРЖЕЦЪ ВСЕРОСС.». Кант по всему периметру аверса монеты украшен зубчатым орнаментом.
На реверсе монеты размещён герб Российской империи — двуглавый орёл, коронованный двумя императорскими коронами, над которыми Большая императорская корона с двумя развевающимися концами ленты Ордена Святого апостола Андрея Первозванного. На груди орла герб московский: Святой великомученик и победоносец Георгий на коне, поражающий дракона копьём. Вокруг щита цепь ордена святого Андрея Первозванного. На крыльях орла размещены щиты с гербами Царства Казанского, Царства Польского, Царства Херсонеса Таврического, соединённый герб Великих княжеств Киевского, Владимирского и Новгородского, Царства Астраханского, Царства Сибирского, Царства Грузинского и Княжества Финляндского. В лапах орла — скипетр и держава. Под орлом размещена надпись с номиналом монеты «5 РУБЛЕЙ» и год её чеканки. По всему периметру реверса монеты — зубчатый орнамент. На гурте монеты прокатан орнамент в виде полупрямоугольников, а также знак минцмейстера Санкт-Петербургского монетного двора — инициалы минцмейстера.

### 7 рублей 50 копеек
Указом 13611 от 3 января 1897 года определен выпуск в оборот монеты номиналом 7 рублей 50 копеек. По своим параметрам (лигатурный вес, проба, содержание чистого золота, диаметр и допустимые отклонения) она соответствовала 5-рублевой монете Александра III: монета содержит в себе 900 частей чистого золота и 100 частей меди (золото 900 пробы). Лигатурный вес монеты составляет один золотник сорок девять и две десятые доли (6,4520 г). Вес чистого золота — один золотник тридцать четыре и шестьдесят восемь сотых долей (5,8068 г). Диаметр монеты — 84 точки (21,336 мм). Предельный вес, при котором монета принималась в казну по нарицательной стоимости, определён в один золотник сорок восемь долей (6,3986 г). В дальнейшем отмеченные параметры были закреплены Монетным Уставом 1899 г.. Монета чеканилась только в 1897 году.
Аверс монеты 7 рублей 50 копеек содержит профильный портрет Николая II, обращённый влево. Слева от профиля снизу вверх полукругом вдоль канта надпись: «Б. М.НИКОЛАЙ II ИМПЕРАТОРЪ». Справа от профиля также по окружности вдоль канта сверху вниз надпись: «И САМОДЕРЖЕЦЪ ВСЕРОСС.». Кант по всему периметру аверса монеты украшен зубчатым орнаментом.
На реверсе монеты размещён герб Российской империи — двуглавый орёл, коронованный двумя императорскими коронами, над которыми Большая императорская корона с двумя развевающимися концами ленты Ордена Святого апостола Андрея Первозванного. На груди орла герб московский: Святой великомученик и победоносец Георгий на коне, поражающий дракона копьём. Вокруг щита цепь ордена святого Андрея Первозванного. На крыльях орла размещены щиты с гербами Царства Казанского, Царства Польского, Царства Херсонеса Таврического, соединённый герб Великих княжеств Киевского, Владимирского и Новгородского, Царства Астраханского, Царства Сибирского, Царства Грузинского и Княжества Финляндского. В лапах орла — скипетр и держава. Под орлом размещена надпись с номиналом монеты «7 РУБЛЕЙ 50 КОПЕЕК» и год её чеканки «1897 Г.». По всему периметру реверса монеты — зубчатый орнамент. Гурт монеты содержит надпись «ЧИСТАГО ЗОЛОТА 1 ЗОЛОТНИКЪ 34,68 ДОЛЕИ», а также знак минцмейстера Санкт-Петербургского монетного двора Аполлона Грасгофа — заключённые в скобки буквы АГ (инициалы минцмейстера): «(А•Г)».

### 10 рублей
По Указу 16199 от 11 декабря 1898 года чеканили монету номиналом 10 рублей с 1898 по 1904, в 1906, 1909—1911 годах. Указом определены следующие параметры: монета содержит в себе 900 частей чистого золота и 100 частей меди (золото 900 пробы). Лигатурный вес монеты составляет два золотника одна и шесть десятых доли (8,6026 г). Вес чистого золота в десятирублевой монете — один золотник семьдесят восемь и двадцать четыре сотых доли (7,7423 г). Диаметр монеты — 89 точек (22,606 мм). Предельный вес, при котором монета принималась в казну по нарицательной стоимости, определён в два золотника и шесть десятых доли (8,5582 г). В дальнейшем отмеченные параметры были закреплены Монетным Уставом 1899 г.. С 1923 по 1926 годы советское правительство, для осуществления золотовалютной интервенции в рамках поддержки своей новой валюты — червонца, помимо золотого червонца «сеятель», также осуществляло чеканку золотой 10-рублевой монеты царского образца. Всего советским правительством было изготовлено 10- и 5-рублевой золотой монеты на сумму 52 622 000 рублей.
Аверс 10-рублевой монеты содержит профильный портрет Николая II, обращённый влево. Слева от профиля снизу вверх полукругом вдоль канта надпись: «Б. М.НИКОЛАЙ II ИМПЕРАТОРЪ». Справа от профиля также по окружности вдоль канта сверху вниз надпись: «И САМОДЕРЖЕЦЪ ВСЕРОСС.». Кант по всему периметру аверса монеты украшен зубчатым орнаментом.
На реверсе монеты размещён герб Российской империи — двуглавый орёл, коронованный двумя императорскими коронами, над которыми Большая императорская корона с двумя развевающимися концами ленты Ордена Святого апостола Андрея Первозванного. На груди орла герб московский: Святой великомученик и победоносец Георгий на коне, поражающий дракона копьём. Вокруг щита цепь ордена святого Андрея Первозванного. На крыльях орла размещены щиты с гербами Царства Казанского, Царства Польского, Царства Херсонеса Таврического, соединённый герб Великих княжеств Киевского, Владимирского и Новгородского, Царства Астраханского, Царства Сибирского, Царства Грузинского и Княжества Финляндского. В лапах орла — скипетр и держава. Под орлом размещена надпись с номиналом монеты «10 РУБЛЕЙ» и год её чеканки. По всему периметру реверса монеты — зубчатый орнамент. Гурт монеты содержит надпись «ЧИСТАГО ЗОЛОТА 1 ЗОЛОТНИКЪ 78,24 ДОЛИ», а также знак минцмейстера Санкт-Петербургского монетного двора — инициалы минцмейстера.

### 15 рублей
Указом 13611 от 3 января 1897 года определен выпуск в оборот монеты номиналом 15 рублей. По своим параметрам (лигатурный вес, проба, содержание чистого золота, диаметр и допустимые отклонения) она соответствовала 10-рублевой монете Александра III: монета содержит в себе 900 частей чистого золота и 100 частей меди (золото 900 пробы). Лигатурный вес монеты составляет три золотника две и четыре десятые доли (12,9039 г). Вес чистого золота — два золотника шестьдесят девять и тридцать шесть сотых долей (11,6135 г). Диаметр монеты — 96 точек (24,384 мм). Предельный вес, при котором монета принималась в казну по нарицательной стоимости, определён в три золотника одну долю (12,8417 г). В дальнейшем отмеченные параметры были закреплены Монетным Уставом 1899 г.. Монета чеканилась только в 1897 году.
Аверс монеты 15 рублей содержит профильный портрет Николая II, обращённый влево. Слева от профиля снизу вверх полукругом вдоль канта надпись: «Б. М.НИКОЛАЙ II ИМПЕРАТОРЪ». Справа от профиля также по окружности вдоль канта сверху вниз надпись: «И САМОДЕРЖЕЦЪ ВСЕРОСС.». Кант по всему периметру аверса монеты украшен зубчатым орнаментом.
На реверсе монеты размещён герб Российской империи — двуглавый орёл, коронованный двумя императорскими коронами, над которыми Большая императорская корона с двумя развевающимися концами ленты Ордена Святого апостола Андрея Первозванного. На груди орла герб московский: Святой великомученик и победоносец Георгий на коне, поражающий дракона копьём. Вокруг щита цепь ордена святого Андрея Первозванного. На крыльях орла размещены щиты с гербами Царства Казанского, Царства Польского, Царства Херсонеса Таврического, соединённый герб Великих княжеств Киевского, Владимирского и Новгородского, Царства Астраханского, Царства Сибирского, Царства Грузинского и Княжества Финляндского. В лапах орла — скипетр и держава. Под орлом размещена надпись с номиналом монеты «15 РУБЛЕЙ» и год её чеканки «1897 Г.». По всему периметру реверса монеты — зубчатый орнамент. Гурт монеты содержит надпись «ЧИСТАГО ЗОЛОТА 2 ЗОЛОТНИКА 69,36 ДОЛЕИ», а также знак минцмейстера Санкт-Петербургского монетного двора Аполлона Грасгофа — заключённые в скобки буквы АГ (инициалы минцмейстера): «(А•Г)».

## Монеты для Финляндии
9 августа 1877 года Александр II подписал «Закон о монете Великого княжества Финляндского», провозгласивший золото единственным мерилом ценностей в княжестве. Монеты из серебра разных номиналов стали разменными. Закон ввел французский грамм как единицу монетарного веса и установил параметры двух новых номиналов золотых монет Великого княжества Финляндского: 10 марок и 20 марок. С 1878 года началась их чеканка. Финляндия, будучи автономией Российской Империи, на 20 лет раньше нее перешла на золотомонетный стандарт. В период правления Николая II чеканка золотой монеты на Гельсингфорсском Монетном дворе осуществлялась в 1903—1905, а также 1910—1913 годах.

### 10 марок
Монета чеканилась в 1904, 1905 и 1913 годах. Согласно закону 1877 года, для монеты 10 марок были определены следующие параметры: содержит в себе 900 частей чистого золота и 100 частей меди (золото 900 пробы). Лигатурный вес монеты составляет 3 и 7/31 (3,22580) грамма. Отклонение не могло превышать в верхнюю сторону — на 15/10000, в нижнюю сторону — на 20/10000 долю от указного веса. Вес чистого золота — 2 и 28/31 (2,90322) грамма. Содержание меди — 10/31 (0,32258) грамма. Диаметр монеты — 19,1 мм.
На аверсе монеты изображён двуглавый орёл с Малого Государственного герба Российской империи, коронованный двумя императорскими коронами, над которыми Большая императорская корона с двумя развевающимися концами ленты Ордена Святого апостола Андрея Первозванного. На груди орла расположен щит с гербом Великого Княжества Финляндского, окружённый цепью Ордена Святого Андрея Первозванного. Под орлом указан знак минцмейстера Гельсингфорсского Монетного двора. Снизу надпись полукругом: «FINLAND ❀ SUOMI». Кант по всему периметру аверса монеты украшен зубчатым орнаментом.
На реверсе монеты внутри шнуровидного кругового орнамента отражен номинал: «10 MARKKAA». Под номиналом фигурная черта и обозначение года чеканки. Вдоль канта, с внешней стороны шнуровидного кругового орнамента круговая надпись: «0,322..GRM. KUPARIA ❀ 2,903..GRM. KULTAA.». По всему периметру реверса монеты — зубчатый орнамент.

### 20 марок
Монета чеканилась в 1903—1904, 1910—1913 годах. Согласно закону 1877 года, для монеты 20 марок были определены следующие параметры: содержит в себе 900 частей чистого золота и 100 частей меди (золото 900 пробы). Лигатурный вес монеты составляет 6 и 14/31 (6,45161) грамма. Отклонение не могло превышать в верхнюю сторону — на 15/10000, в нижнюю сторону — на 20/10000 долю от указного веса. Вес чистого золота — 5 и 25/31 (5,80645) грамма. Содержание меди — 20/31 (0,64516) грамма. Диаметр монеты — 21,3 мм.
На аверсе монеты изображён двуглавый орёл с Малого Государственного герба Российской империи, коронованный двумя императорскими коронами, над которыми Большая императорская корона с двумя развевающимися концами ленты Ордена Святого апостола Андрея Первозванного. На груди орла расположен щит с гербом Великого Княжества Финляндского, окружённый цепью Ордена Святого Андрея Первозванного. Под орлом указан знак минцмейстера Гельсингфорсского Монетного двора. Снизу надпись полукругом: «FINLAND ❀ SUOMI». Кант по всему периметру аверса монеты украшен зубчатым орнаментом.
На реверсе монеты внутри шнуровидного кругового орнамента отражен номинал: «20 MARKKAA». Под номиналом фигурная черта и обозначение года чеканки. Вдоль канта, с внешней стороны шнуровидного кругового орнамента круговая надпись: «0,645..GRM. KUPARIA ❀ 5,806..GRM. KULTAA.». По всему периметру реверса монеты — зубчатый орнамент.

## Памятные и донативные монеты

### 37 рублей 50 копеек — 100 франков
Донативная (подарочная) монета с двойным обозначением номинала: русским — 37 рублей 50 копеек и французским — 100 франков. Чеканка осуществлена на Санкт-Петербургском монетном дворе в 1902 году. Тираж монеты составил 235 (по некоторым данным — 236) экземпляров. Точная цель выпуска монеты сегодня неизвестна. По одной из версий, которую высказал В. В. Уздеников, это была пробная монета, массовый выпуск которой должен был сделать ее монетой для заграничных платежей, однако массовый тираж монеты выпущен не был. По другой — это была «специальная подарочная» монета. Президент Французской республики Эмиль Лубэ в мае 1902 года готовился посетить Россию. Возможно монета предназначалась для подарков особо приближенным лицам, участвовавшим в торжествах и протокольных церемониях по поводу пребывания в столице высокой делегации, и ее чеканка служила укреплению дружественных отношений России с Францией. Изготовленные экземпляры были подарены членам царской семьи: 200 экземпляров отданы императрице Александре Федоровне, 25 экземпляров — Великому князю Георгию Михайловичу, 10 экземпляров — Великому князю Владимиру Александровичу. Специально для Эрмитажа в 1904 году был отчеканен ещё один экземпляр без изменения даты.
Монета выполнена из золота 900 пробы. Лигатурный вес монеты составляет 32,26 г. Вес чистого золота 29,03 г. Диаметр 33,5 мм. По своим характеристикам и оформлению монета была полностью идентична ещё двум донативным монетам номиналом в 25 рублей, выпущенным в 1895 (с датой 1896 г.) и 1908 годах. По неизвестным причинам на гурте монеты вместо знака минцмейстера Санкт-Петербургского монетного двора прокатана пятиконечная звёздочка, являвшаяся знаком Парижского двора.
Аверс монеты 37 рублей 50 копеек — 100 франков содержит профильный портрет Николая II, обращённый влево. Слева от профиля снизу вверх полукругом вдоль канта надпись: «Б. М.НИКОЛАЙ II ИМПЕРАТОРЪ». Справа от профиля также по окружности вдоль канта сверху вниз надпись: «И САМОДЕРЖЕЦЪ ВСЕРОСС.». Кант по всему периметру аверса монеты украшен зубчатым орнаментом.
На реверсе монеты внутри точечного кругового орнамента размещён герб Российской империи — двуглавый орёл, коронованный двумя императорскими коронами, над которыми Большая императорская корона с двумя развевающимися концами ленты Ордена Святого апостола Андрея Первозванного. На груди орла герб московский: Святой великомученик и победоносец Георгий на коне, поражающий дракона копьём. Вокруг щита цепь ордена святого Андрея Первозванного. На крыльях орла размещены щиты с гербами Царства Казанского, Царства Польского, Царства Херсонеса Таврического, соединённый герб Великих княжеств Киевского, Владимирского и Новгородского, Царства Астраханского, Царства Сибирского, Царства Грузинского и Княжества Финляндского. В лапах орла — скипетр и держава. Вдоль канта, с внешней стороны точечного кругового орнамента круговая надпись: «❀ 37 РУБЛЕЙ 50 КОПѢЕКЪ. 1902 Г. ❀ 100 ФРАНКОВЪ». По всему периметру реверса монеты — зубчатый орнамент. Гурт монеты содержит надпись «ЧИСТАГО ЗОЛОТА 6 ЗОЛОТНИКОВ 77,4 ДОЛИ ★».
В 1990 году на Ленинградском монетном дворе в медно-никелевом исполнении, тиражом 50 000 штук были изготовлены реплики монеты 37 рублей 50 копеек — 100 франков. М. И. Смирнов писал о них: «… к новоделам, впрочем, с некоторой натяжкой, можно отнести изготовленные в 1990 году в медно-никелевом сплаве монеты с двойным обозначением номинала: „37 рублей 50 копеек — 100 франков“ 1902 года, отнесенные нумизматами к разряду донативных … Для обозначения их „новодельности“ на оборотной стороне проставлена литера „Р“, в данном случае расшифровываемая, как реплика или повторение».

### 2+1⁄2империала — 25 рублей золотом
Работая с архивами в РГИА М. И. Смирнов обнаружил интересный документ, в котором достаточно подробно изложено изготовление донативных монет для «нужд членов императорской фамилии». Согласно упомянутому документу, в 1895 году отчеканены 300 монет с двойным обозначением номинала: «2 1/2 империала • 25 рублей золотомъ». Монета датирована 1896 годом. Из изготовленного тиража 200 монет были получены дядей императора — Великим князем Владимиром Александровичем и 100 штук — Николаем II, коронация которого должна была состояться в мае 1896 года в Москве. Еще один экземпляр в 1899 году был изготовлен для Великого князя Александра Михайловича. Абсолютно достоверные данные о целях чеканки этой монеты отсутствуют. Вместе с тем, автор книг по нумизматике «Типы русских монет 1802—1917», «Инвентарный каталог советской литературы по нумизматике, бонистике, наградному делу», «Библиотека Нумизматическая Российская или полный обзор российской литературы по монетному делу, печатям и гербоведению с прибавлением избранных трудов по государственному хозяйству и банковому делу, появившихся в печати до 1917 г.», американский коллекционер В. З. Арефьев высказал мнение, что эта монета могла быть использована в качестве подарочного сувенира во время первого заграничного путешествия императора Николая II по Европе, начавшегося вскоре после коронационных торжеств.
В 1908 году Монетным двором по Высочайшему повелению, возможно к 40-летию императора, был выполнен еще один заказ. Из почти 5-килограммового самородка золота, найденного на сибирских приисках и принадлежавшего кабинету Николая II, были изготовлены 150 экземпляров 25-рублевых монет. По типу оформления монета практически полностью повторяла монету 1896 года, за исключением изменения портрета императора и даты — 1908 год. В 1910 году для Великого князя Георгия Михайловича изготовили еще 25 экземпляров с прежней датой.
Монета выполнена из золота 900 пробы. Лигатурный вес монеты составляет 32,26 г. Вес чистого золота 29,03 г. Диаметр 33,5 мм. По своим характеристикам и оформлению монета была полностью идентична монете 37 рублей 50 копеек — 100 франков, выпущенной в 1902 году. По неизвестным причинам на гурте монеты так же вместо знака минцмейстера Санкт-Петербургского монетного двора прокатана пятиконечная звёздочка, являвшаяся знаком Парижского двора.
Аверс обеих монет 25 рублей содержит профильный портрет Николая II, обращённый влево. Слева от профиля снизу вверх полукругом вдоль канта надпись: «Б. М.НИКОЛАЙ II ИМПЕРАТОРЪ». Справа от профиля также по окружности вдоль канта сверху вниз надпись: «И САМОДЕРЖЕЦЪ ВСЕРОСС.». Кант по всему периметру аверса монеты украшен зубчатым орнаментом.
На реверсе монеты внутри точечного кругового орнамента размещён герб Российской империи — двуглавый орёл, коронованный двумя императорскими коронами, над которыми Большая императорская корона с двумя развевающимися концами ленты Ордена Святого апостола Андрея Первозванного. На груди орла герб московский: Святой великомученик и победоносец Георгий на коне, поражающий дракона копьём. Вокруг щита цепь ордена святого Андрея Первозванного. На крыльях орла размещены щиты с гербами Царства Казанского, Царства Польского, Царства Херсонеса Таврического, соединённый герб Великих княжеств Киевского, Владимирского и Новгородского, Царства Астраханского, Царства Сибирского, Царства Грузинского и Княжества Финляндского. В лапах орла — скипетр и держава. Вдоль канта, с внешней стороны точечного кругового орнамента круговая надпись: «❀ 2+1⁄2 ИМПЕРІАЛА ❀ 25 РУБЛЕЙ ЗОЛОТОМЪ. 1896 Г.(1908 Г.)». По всему периметру реверса монеты — зубчатый орнамент. Гурт монеты содержит надпись «ЧИСТАГО ЗОЛОТА 6 ЗОЛОТНИКОВ 77,4 ДОЛИ ★».

## Пробные золотые монеты

### Русы
С 1895 году в рамках денежной реформы С. Ю. Витте в стране началось введение золотого монометаллизма. Высочайше утверждённым мнением Государственного совета «О сделках, заключаемых на российскую золотую монету» с 8 мая 1895 г. было разрешено осуществление платежей золотой монетой. Курс кредитного рубля для приема в Государственный банк, кассы правительственных учреждений и железных дорог, установлен на уровне 7 рублей 40 копеек кредитными билетами за золотой полуимпериал номиналом 5 рублей (с 1 января 1896 — 7 рублей 50 копеек). По одной из версий, чтобы минимизировать негативную реакцию населения на скрытую девальвацию и избежать народных волнений Сергей Юльевич Витте предложил изменить название Российской валюты. Наряду с изготовленными монетами «5 рублей золотом» и «10 рублей золотом», рассматривались варианты: «орел» — по аналогии с левами, кронами и пр. с делением на «сотки»; «старый рубль» и «новый рубль»; «империал» и «полуимпериал» без обозначения номинала — по аналогии с гинеей и совереном; выбрать название предлагалось «предоставить народной мудрости». Наконец, по аналогии с французскими франками, с учетом моды конца XIX века на «русский стиль», рассматривался патриотичный вариант — «русы». Были изготовлены пять комплектов пробных монет номиналом 5, 10 и 15 русов. Однако, поддержку Николая II идея изменения названия не получила. Сегодня один комплект находится в коллекции Государственного исторического музея. Второй принадлежит Государственному Эрмитажу. Третий комплект перешел в собственность Смитсоновского музея в США. Четвёртый комплект полностью принадлежит частному собранию. Наконец, пятый — разбит на монеты, которые разошлись по частным коллекциям.

#### 1⁄3империала — 5 русов
Монета выполнена из золота 900 пробы. Лигатурный вес монеты составляет 4,30 г. Вес чистого золота 3,87 г. Диаметр 19,6 мм. Аверс монеты содержит профильный портрет Николая II, обращённый влево. Слева от профиля снизу вверх полукругом вдоль канта надпись: «Б. М.НИКОЛАЙ II ИМПЕРАТОРЪ». Справа от профиля также по окружности вдоль канта сверху вниз надпись: «И САМОДЕРЖЕЦЪ ВСЕРОСС.». Кант по всему периметру аверса монеты украшен зубчатым орнаментом. На реверсе монеты внутри шнуровидного кругового орнамента размещён герб Российской империи — двуглавый орёл, коронованный двумя императорскими коронами, над которыми Большая императорская корона с двумя развевающимися концами ленты Ордена Святого апостола Андрея Первозванного. На груди орла герб московский: Святой великомученик и победоносец Георгий на коне, поражающий дракона копьём. Вокруг щита цепь ордена святого Андрея Первозванного. На крыльях орла размещены щиты с гербами Царства Казанского, Царства Польского, Царства Херсонеса Таврического, соединённый герб Великих княжеств Киевского, Владимирского и Новгородского, Царства Астраханского, Царства Сибирского, Царства Грузинского и Княжества Финляндского. В лапах орла — скипетр и держава. Вдоль канта, с внешней стороны шнуровидного кругового орнамента круговая надпись: «✿ 1⁄3 ИМПЕРІАЛА ✿ 5 РУСОВЪ ✿ 1895 ГОДА». По всему периметру реверса монеты — зубчатый орнамент. Гурт монеты гладкий.

#### 2⁄3империала — 10 русов
Монета выполнена из золота 900 пробы. Лигатурный вес монеты составляет 8,60 г. Вес чистого золота 7,74 г. Диаметр 21,4 мм. Аверс монеты содержит профильный портрет Николая II, обращённый влево. Слева от профиля снизу вверх полукругом вдоль канта надпись: «Б. М.НИКОЛАЙ II ИМПЕРАТОРЪ». Справа от профиля также по окружности вдоль канта сверху вниз надпись: «И САМОДЕРЖЕЦЪ ВСЕРОСС.». Кант по всему периметру аверса монеты украшен зубчатым орнаментом. На реверсе монеты внутри шнуровидного кругового орнамента размещён герб Российской империи — двуглавый орёл, коронованный двумя императорскими коронами, над которыми Большая императорская корона с двумя развевающимися концами ленты Ордена Святого апостола Андрея Первозванного. На груди орла герб московский: Святой великомученик и победоносец Георгий на коне, поражающий дракона копьём. Вокруг щита цепь ордена святого Андрея Первозванного. На крыльях орла размещены щиты с гербами Царства Казанского, Царства Польского, Царства Херсонеса Таврического, соединённый герб Великих княжеств Киевского, Владимирского и Новгородского, Царства Астраханского, Царства Сибирского, Царства Грузинского и Княжества Финляндского. В лапах орла — скипетр и держава. Вдоль канта, с внешней стороны шнуровидного кругового орнамента круговая надпись: «✿ 2⁄3 ИМПЕРІАЛА ✿ 10 РУСОВЪ ✿ 1895 ГОДА». По всему периметру реверса монеты — зубчатый орнамент. Гурт монеты гладкий.

#### империал — 15 русов
Монета выполнена из золота 900 пробы. Лигатурный вес монеты составляет 12,90 г. Вес чистого золота 11,61 г. Диаметр 24,5 мм. Аверс монеты содержит профильный портрет Николая II, обращённый влево. Слева от профиля снизу вверх полукругом вдоль канта надпись: «Б. М.НИКОЛАЙ II ИМПЕРАТОРЪ». Справа от профиля также по окружности вдоль канта сверху вниз надпись: «И САМОДЕРЖЕЦЪ ВСЕРОСС.». Кант по всему периметру аверса монеты украшен зубчатым орнаментом. На реверсе монеты внутри шнуровидного кругового орнамента размещён герб Российской империи — двуглавый орёл, коронованный двумя императорскими коронами, над которыми Большая императорская корона с двумя развевающимися концами ленты Ордена Святого апостола Андрея Первозванного. На груди орла герб московский: Святой великомученик и победоносец Георгий на коне, поражающий дракона копьём. Вокруг щита цепь ордена святого Андрея Первозванного. На крыльях орла размещены щиты с гербами Царства Казанского, Царства Польского, Царства Херсонеса Таврического, соединённый герб Великих княжеств Киевского, Владимирского и Новгородского, Царства Астраханского, Царства Сибирского, Царства Грузинского и Княжества Финляндского. В лапах орла — скипетр и держава. Вдоль канта, с внешней стороны шнуровидного кругового орнамента круговая надпись: «✿ ИМПЕРІАЛЪ ✿ 15 РУСОВЪ ✿ 1895 ГОДА». По всему периметру реверса монеты — зубчатый орнамент. Гурт монеты гладкий.

### Пробные монеты 1896 г.
Для перевода страны на золотомонетный стандарт С. Ю. Витте необходимо было в рамках реформы насытить рынок золотой монетой и обеспечить паритет её реального объёма с объемом находившихся в обращении кредитных билетов. Помимо анализа вариантов изменения названия Российской валюты, выделения или обозначения на монете отличий золотого рубля от кредитного, путём добавления к номиналу слова «золотом», изучалась и возможность продолжения чеканки золотой монеты в старой Александровской стопе, но с портретом императора Николая II. Известно о чеканке таких монет двух номиналов — 5 рублей и 10 рублей, датированных 1896 годом. Монеты исключительно редкие, данные каким тиражом изготовили эти пробные экземпляры — отсутствуют.

#### 5 рублей, пробная
Параметры монеты соответствовали Правилам о монетной системе 1885 года. Монета содержит в себе 900 частей чистого золота и 100 частей меди (золото 900 пробы). Лигатурный вес монеты составляет один золотник сорок девять и две десятые доли (6,4520 г). Вес чистого золота — один золотник тридцать четыре и шестьдесят восемь сотых долей (5,8068 г). Диаметр монеты — 84 точки (21,336 мм).
Аверс монеты 5 рублей содержит профильный портрет Николая II, обращённый влево. Слева от профиля снизу вверх полукругом вдоль канта надпись: «Б. М.НИКОЛАЙ II ИМПЕРАТОРЪ». Справа от профиля также по окружности вдоль канта сверху вниз надпись: «И САМОДЕРЖЕЦЪ ВСЕРОСС.». Кант по всему периметру аверса монеты украшен зубчатым орнаментом.
На реверсе монеты размещён герб Российской империи — двуглавый орёл, коронованный двумя императорскими коронами, над которыми Большая императорская корона с двумя развевающимися концами ленты Ордена Святого апостола Андрея Первозванного. На груди орла герб московский: Святой великомученик и победоносец Георгий на коне, поражающий дракона копьём. Вокруг щита цепь ордена святого Андрея Первозванного. На крыльях орла размещены щиты с гербами Царства Казанского, Царства Польского, Царства Херсонеса Таврического, соединённый герб Великих княжеств Киевского, Владимирского и Новгородского, Царства Астраханского, Царства Сибирского, Царства Грузинского и Княжества Финляндского. В лапах орла — скипетр и держава. Под орлом размещена надпись с номиналом монеты «5 РУБЛЕЙ» и год её чеканки «1896 Г.». По всему периметру реверса монеты — зубчатый орнамент. Гурт монеты содержит надпись «ЧИСТАГО ЗОЛОТА 1 ЗОЛОТНИК 34,68 ДОЛЕИ», а также знак минцмейстера Санкт-Петербургского монетного двора Аполлона Грасгофа — заключённые в скобки буквы АГ (инициалы минцмейстера): «(А•Г)».

#### 10 рублей, пробная
Параметры монеты соответствовали Правилам о монетной системе 1885 года. Монета содержит в себе 900 частей чистого золота и 100 частей меди (золото 900 пробы). Лигатурный вес монеты составляет три золотника две и четыре десятые доли (12,9039 г). Вес чистого золота — два золотника шестьдесят девять и тридцать шесть сотых долей (11,6135 г). Диаметр монеты — 96 точек (24,384 мм).
Аверс монеты 10 рублей содержит профильный портрет Николая II, обращённый влево. Слева от профиля снизу вверх полукругом вдоль канта надпись: «Б. М.НИКОЛАЙ II ИМПЕРАТОРЪ». Справа от профиля также по окружности вдоль канта сверху вниз надпись: «И САМОДЕРЖЕЦЪ ВСЕРОСС.». Кант по всему периметру аверса монеты украшен зубчатым орнаментом.
На реверсе монеты размещён герб Российской империи — двуглавый орёл, коронованный двумя императорскими коронами, над которыми Большая императорская корона с двумя развевающимися концами ленты Ордена Святого апостола Андрея Первозванного. На груди орла герб московский: Святой великомученик и победоносец Георгий на коне, поражающий дракона копьём. Вокруг щита цепь ордена святого Андрея Первозванного. На крыльях орла размещены щиты с гербами Царства Казанского, Царства Польского, Царства Херсонеса Таврического, соединённый герб Великих княжеств Киевского, Владимирского и Новгородского, Царства Астраханского, Царства Сибирского, Царства Грузинского и Княжества Финляндского. В лапах орла — скипетр и держава. Под орлом размещена надпись с номиналом монеты «10 РУБЛЕЙ» и год её чеканки «1896 Г.». По всему периметру реверса монеты — зубчатый орнамент. Гурт монеты содержит надпись «ЧИСТАГО ЗОЛОТА 2 ЗОЛОТНИКА 69,36 ДОЛЕИ», а также знак минцмейстера Санкт-Петербургского монетного двора Аполлона Грасгофа — заключённые в скобки буквы АГ (инициалы минцмейстера): «(А•Г)».

### 15 рублей 1897 г., пробная
В 1904 году Христиан Христианович Гиль и Алексей Алексеевич Ильин опубликовали знаковую даже для сегодняшних нумизматов работу — каталог разновидностей русских монет: «Русcкiя монеты чеканенныя съ 1801—1904 г.». Работа содержала описание двух очень редких вариантов 15-рублевой монеты 1897 года:
«2) Малая голова; кругов. надпись тремя буквами ОСС заходитъ за обрѣз шеи … Волоса сильно разработаны
3) Малая голова; кругов. надпись четырьмя буквами РОСС заходитъ за обрѣз шеи … Волоса сильно разработаны»
Редкость отмеченных экземпляров даже в начале XX века можно объяснить пробным характером монеты. Вероятно при подготовке к выпуску в 1897 году этого номинала для Николая II подготовили образцы штемпельного инструмента с несколькими вариантами его портрета на монете. Возможно вариант с «малой головой» не понравился императору и не был утвержден для дальнейшей работы. По своим характеристикам монета полностью соответствует своим аналогам регулярного чекана, параметры определены Правилами о монетной системе 1885 года. Она содержит в себе 900 частей чистого золота и 100 частей меди (золото 900 пробы). Лигатурный вес монеты составляет три золотника две и четыре десятые доли (12,9039 г). Вес чистого золота — два золотника шестьдесят девять и тридцать шесть сотых долей (11,6135 г). Диаметр монеты — 96 точек (24,384 мм).
Аверс содержит профильный портрет Николая II, обращённый влево. Слева от профиля снизу вверх полукругом вдоль канта надпись: «Б. М.НИКОЛАЙ II ИМПЕРАТОРЪ». Справа от профиля также по окружности вдоль канта сверху вниз надпись: «И САМОДЕРЖЕЦЪ ВСЕРОСС.». Кант по всему периметру аверса монеты украшен зубчатым орнаментом.
На реверсе монеты размещён герб Российской империи — двуглавый орёл, коронованный двумя императорскими коронами, над которыми Большая императорская корона с двумя развевающимися концами ленты Ордена Святого апостола Андрея Первозванного. На груди орла герб московский: Святой великомученик и победоносец Георгий на коне, поражающий дракона копьём. Вокруг щита цепь ордена святого Андрея Первозванного. На крыльях орла размещены щиты с гербами Царства Казанского, Царства Польского, Царства Херсонеса Таврического, соединённый герб Великих княжеств Киевского, Владимирского и Новгородского, Царства Астраханского, Царства Сибирского, Царства Грузинского и Княжества Финляндского. В лапах орла — скипетр и держава. Под орлом размещена надпись с номиналом монеты «15 РУБЛЕЙ» и год её чеканки «1897 Г.». По всему периметру реверса монеты — зубчатый орнамент. Гурт монеты содержит надпись «ЧИСТАГО ЗОЛОТА 2 ЗОЛОТНИКА 69,36 ДОЛЕИ», а также знак минцмейстера Санкт-Петербургского монетного двора Аполлона Грасгофа — заключённые в скобки буквы АГ (инициалы минцмейстера): «(А•Г)».